# Come In and Burn
Come In and Burn é o oitavo álbum lançado pela Rollins Band. O álbum saiu em 1997, e é também o último álbum com a formação clássica da banda, pois Henry Rollins, o vocalista e líder da banda, fez algumas mudanças na formação. Ele chamou alguns músicos do Mother Superior para juntar-se à banda e essa nova formação ficou com ele até o fim, em 2006.
| Críticas profissionais                                                      | Críticas profissionais |
| Avaliações da crítica                                                       | Avaliações da crítica  |
| Fonte                                                                       | Avaliação              |
| --------------------------------------------------------------------------- | ---------------------- |
| allmusic                                                                    | [ 1 ]                  |
| Esta tabela precisa de ser acompanhada por texto em prosa. Consulte o guia. |                        |

## Faixas
| N.º | Título                   | Compositor(es) | Duração |  |
| 1.  | "Shame"                  | Rollins Band   | 5:32    |  |
| 2.  | "Starve"                 | Rollins Band   | 4:08    |  |
| 3.  | "All I Want"             | Rollins Band   | 4:41    |  |
| 4.  | "The End of Something"   | Rollins Band   | 4:50    |  |
| 5.  | "On My Way to the Cage"  | Rollins Band   | 3:20    |  |
| 6.  | "Thursday Afternoon"     | Rollins Band   | 4:04    |  |
| 7.  | "During a City"          | Rollins Band   | 3:39    |  |
| 8.  | "Neon"                   | Rollins Band   | 4:28    |  |
| 9.  | "Spilling Over the Side" | Rollins Band   | 3:44    |  |
| 10. | "Inhale Exhale"          | Rollins Band   | 3:39    |  |
| 11. | "Saying Goodbye Again"   | Rollins Band   | 3:34    |  |
| 12. | "Rejection"              | Rollins Band   | 4:37    |  |
| 13. | "Disappearing Act"       | Rollins Band   | 3:40    |  |
| 14. | "Also Ran"               | Rollins Band   | 3:42    |  |

## Desempenho nas paradas
| Parada                  | Posição |       |
| ----------------------- | ------- | ----- |
| Finnish Albums Chart    | 31      | [ 2 ] |
| Australian Albums Chart | 38      | [ 3 ] |
| Swiss Albums Chart      | 49      | [ 4 ] |
| Swedish Albums Chart    | 52      | [ 5 ] |
| Dutch Album Charts      | 76      | [ 6 ] |
| E.U.A. Billboard 200    | 89      | [ 7 ] |

## Pessoal
- Henry Rollins - Vocal
- Sim Cain  - Bateria
- Melvin Gibbs  - Baixo
- Chris Haskett  - Guitarra
- Steve Thompson - Produtor
- Clif Norrell - Engenheiro de som, Mixagem